# Schatz von Caubiac

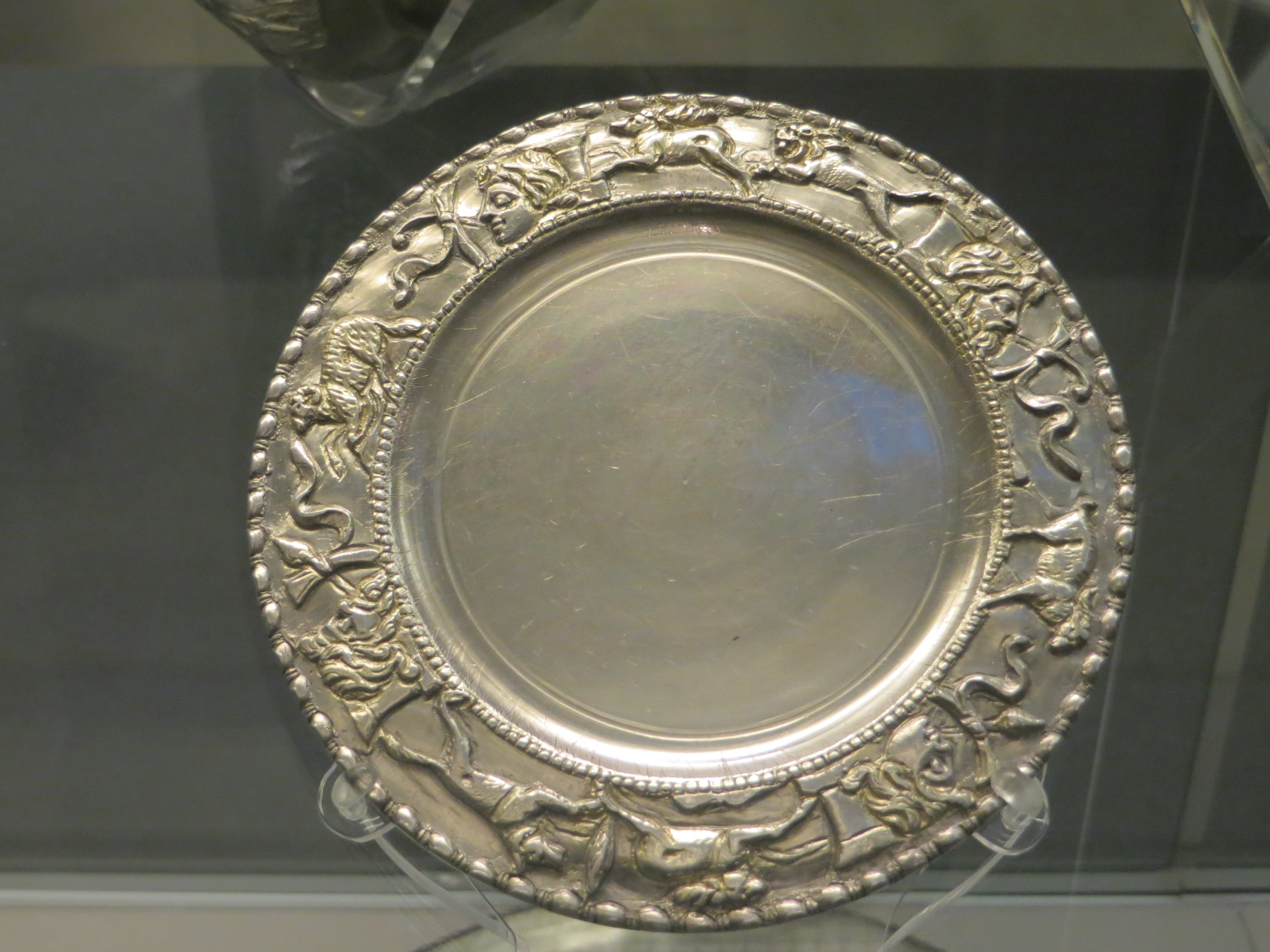
Kleiner Teller aus dem Schatz von Caubiac

Der so genannte Schatz von Caubiac ist ein Depotfund von römischen Silberobjekten, der im Jahr 1785 von einem Bauern beim Pflügen entdeckt wurde. Die Gegenstände waren angeblich unter einem großen Stein verborgen worden. Fünf Jahre später erwarb sie der britische Amateurarchäologe  Richard Payne Knight, der sie nach seinem Tod 1824 dem British Museum in London hinterließ.
Lange Zeit galt Caubiac als Fundort, erst in der jüngeren Forschung konnte dieser in der unweit davon gelegenen Gemeinde Thil lokalisiert werden.

## Funde
Die einzelnen Stücke werden in das 2. bis 3. Jahrhundert n. Chr. datiert. Insgesamt gelangten sieben Objekte ins Britische Museum. Der Rand des kleinen Tellers ist mit Tieren, Masken und Altären verziert.
Die gewellte Wand einer Waschschüssel (Toilettegerät) ist stärker beschädigt, seitlich sind noch Löcher von der Befestigung einer Handhabe erhalten. Das Mittelmedaillon dieser Schüssel trägt eine Darstellung von Venus, Amor und möglicherweise Priapus. Eine an der Unterseite einpunzierte Inschrift EVGRAFI P IIII S könnte sich auf einen Hersteller (Eugraphius) beziehen; außerdem ist das Gewicht mit vier römischen Pfund angegeben.
Bei einem großen Teller ist nur die Außenwand figürlich verziert. Sie trägt einen Fries mit Eroten, Masken, Altären und Tierpaaren. Auf der Unterseite befindet sich ein Graffito eines abgekürzten Besitzernamens S(exti) I(uli) F(elicis) sowie Gewichtsangaben. Bei einem steilwandigen Gefäß mit einer verzierten Außenseite mit Masken, Tieren, Geräten und männlichen Personen (Begleiter des Bacchus) ist nur ein Teil der Wand erhalten, der Boden nicht.
Eine weitere Platte mit einem Durchmesser von 21,25 cm ist unverziert. Zwei größere Servierplatten (Durchmesser 48 cm und 47,5 cm) haben einen Rand mit Perlstabverzierung.

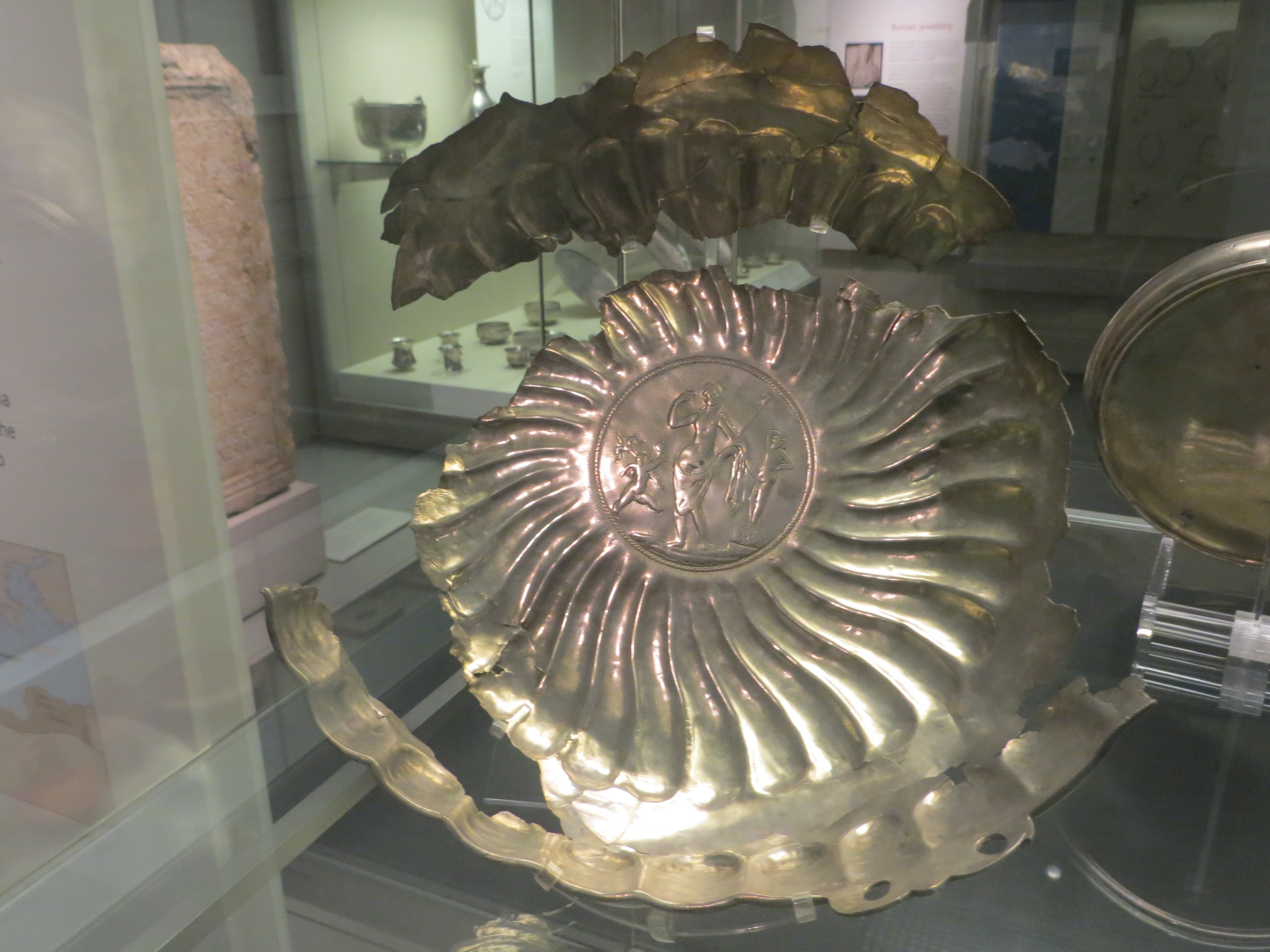
Waschschüssel
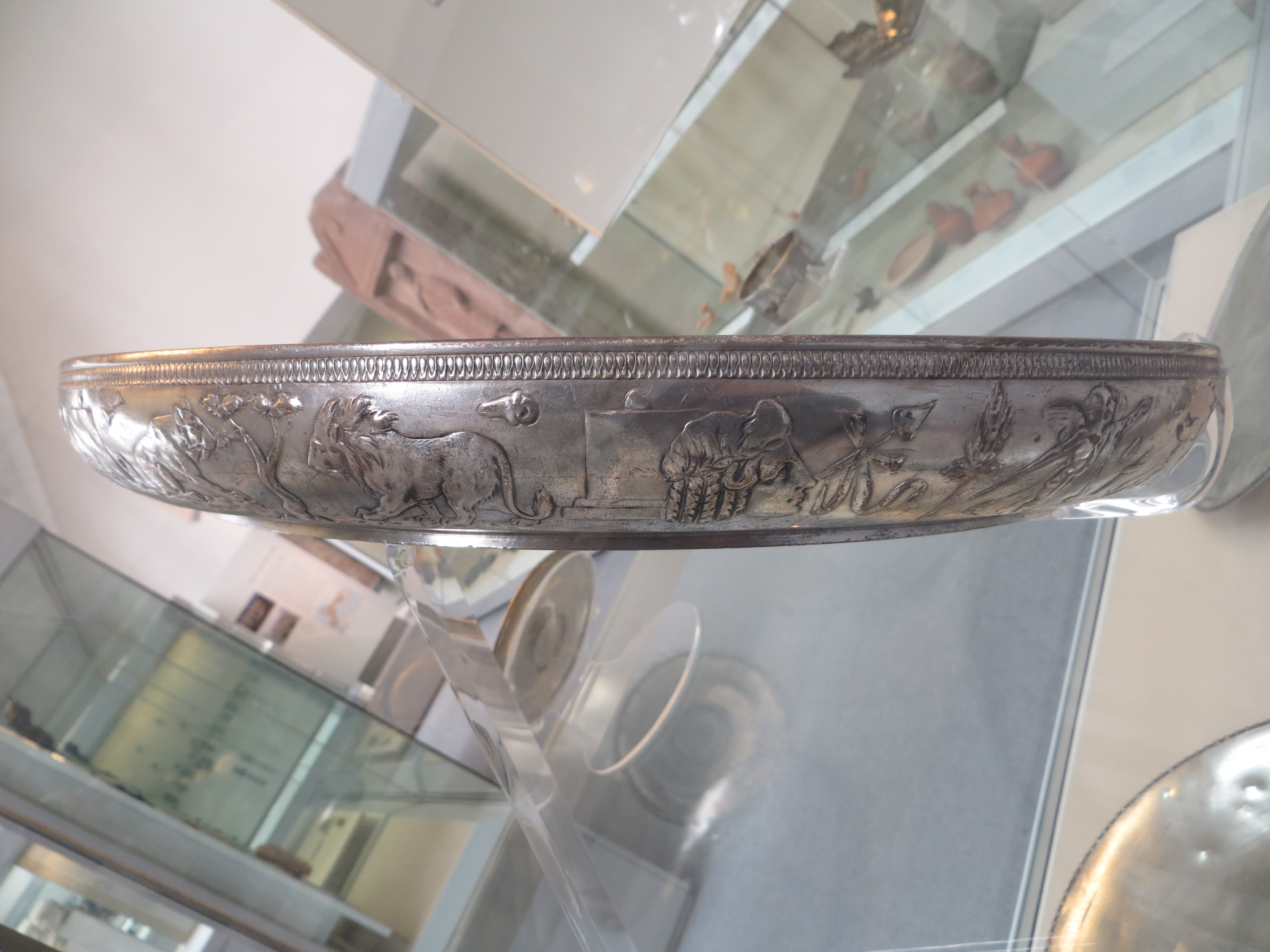
Großer Teller mit verzierter Außenwand
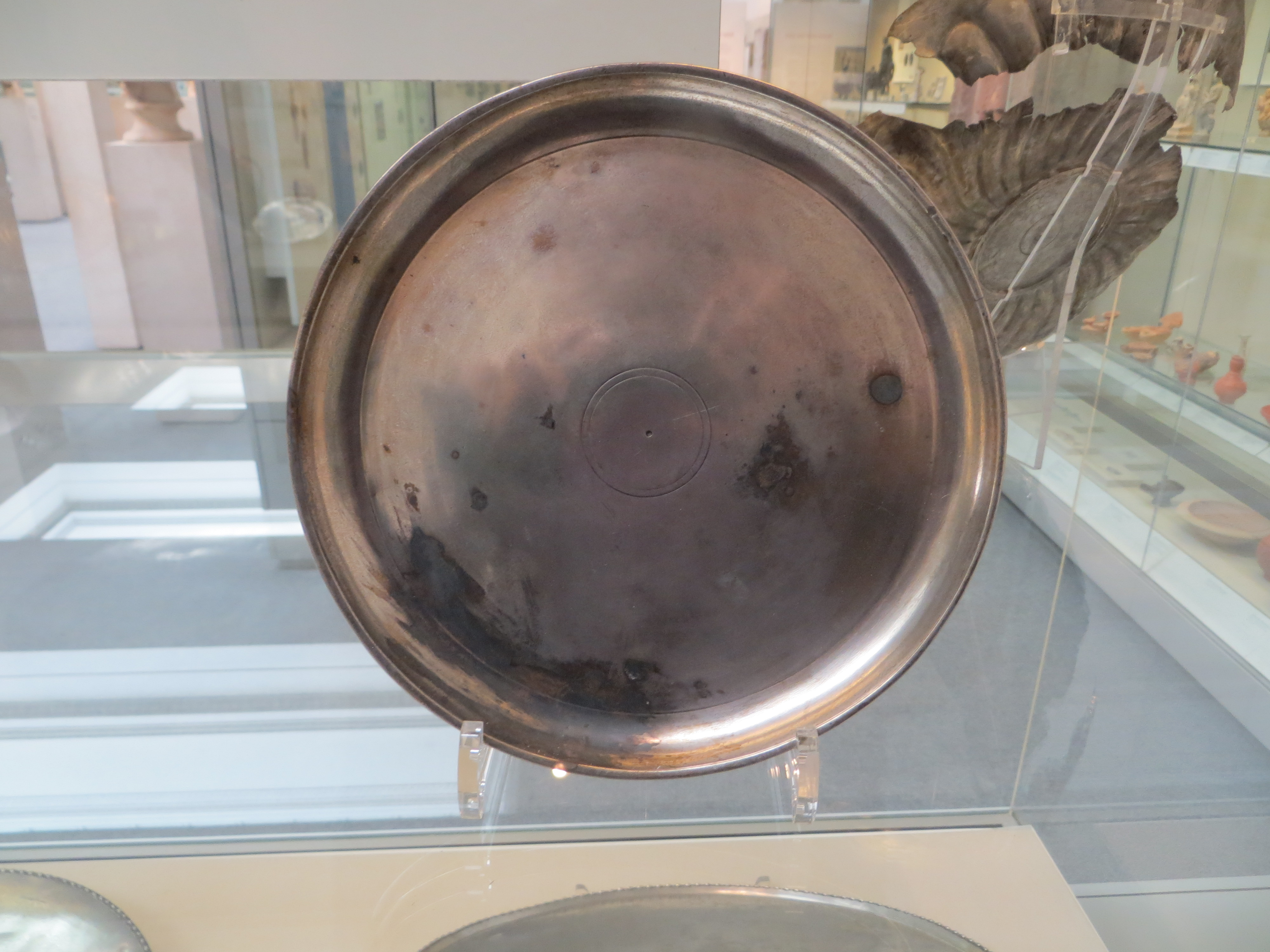
Platte
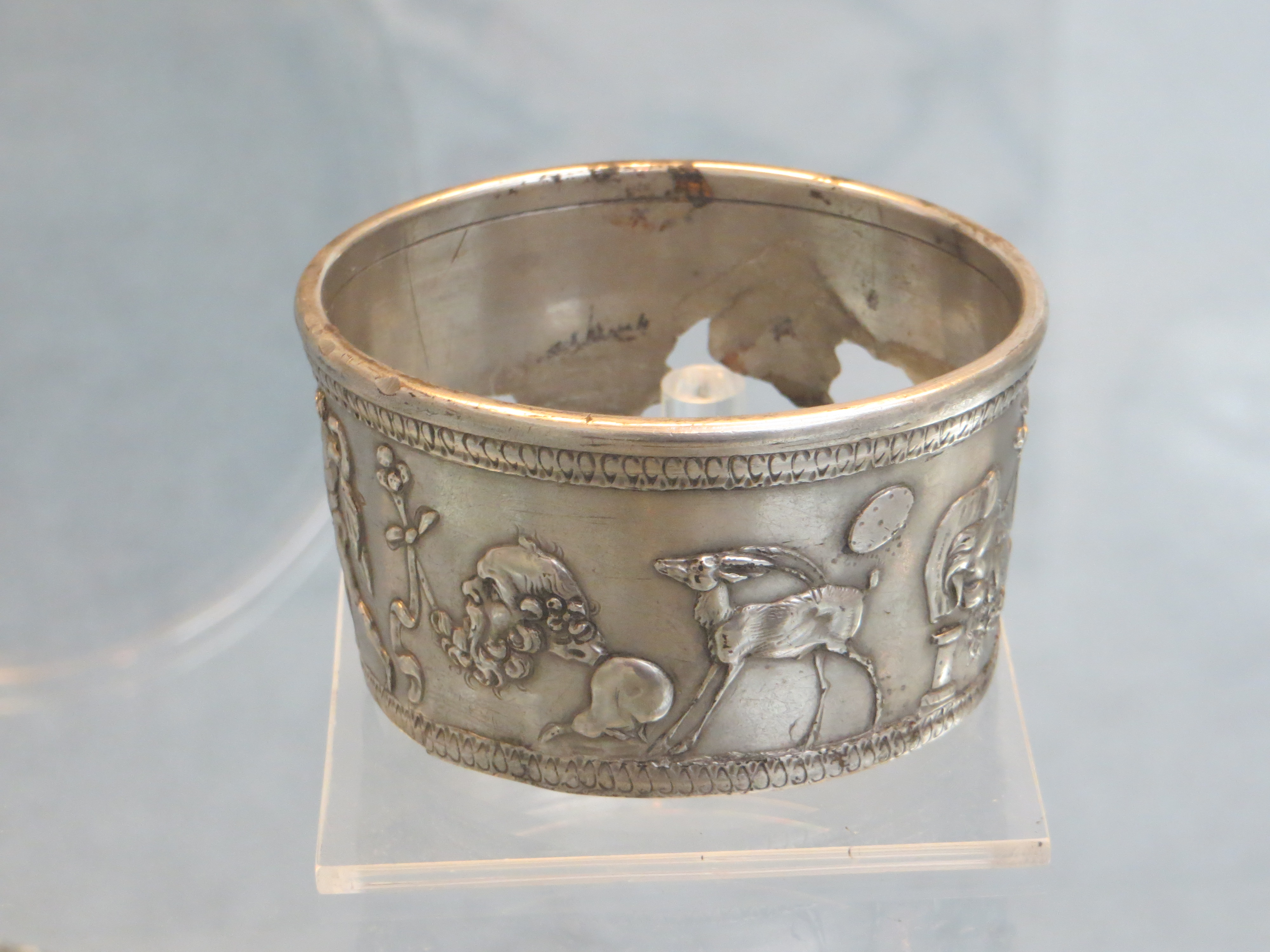
Steilwandiges Gefäß
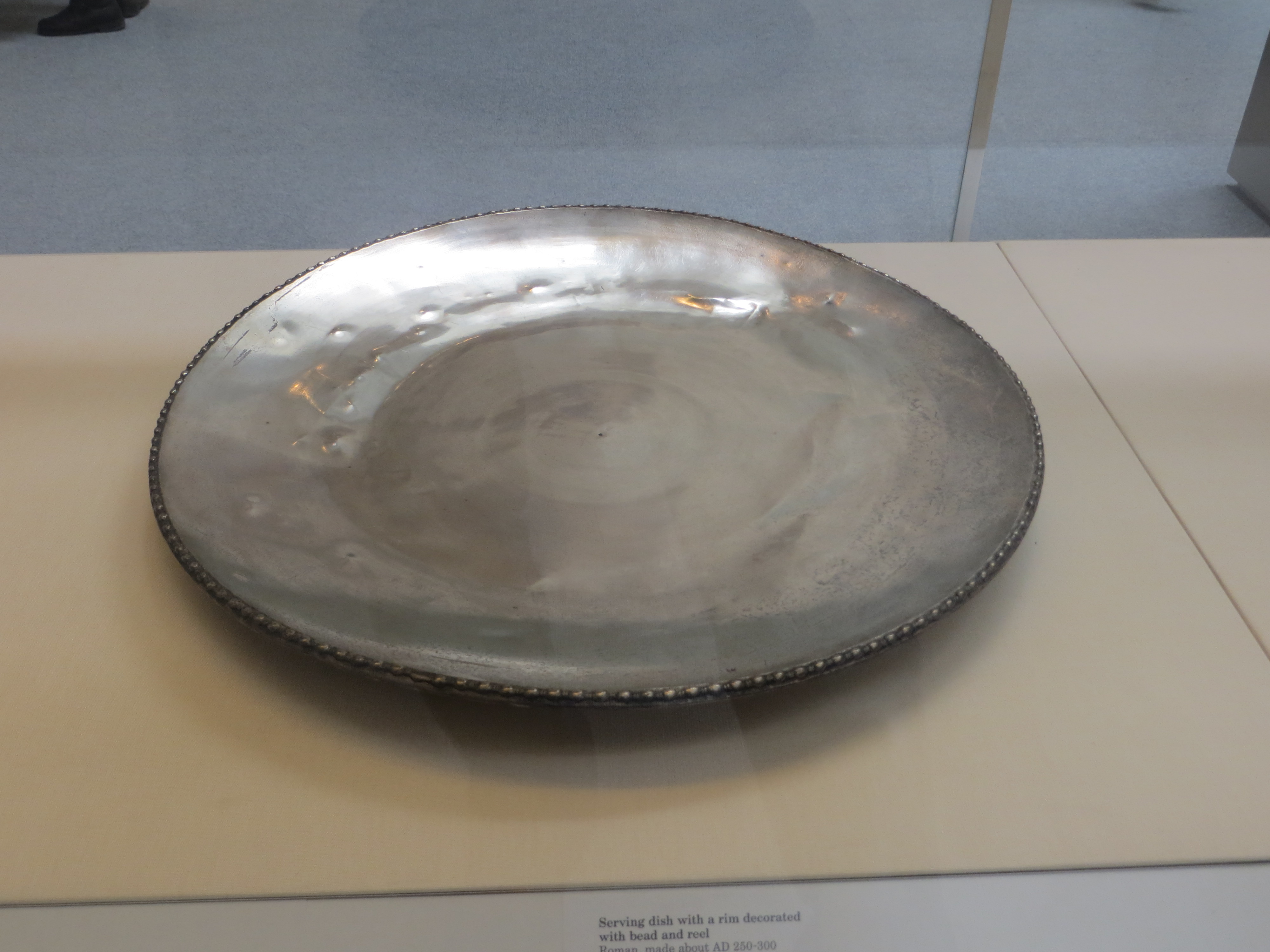
Große Servierplatte